# Lista de vilas em Portugal
Esta é uma lista de vilas portuguesas. Desde 2019, Portugal tem 581 povoações com a categoria de vila. Muitas das vilas são sedes de freguesia e/ou de município.
| Brasão | Vila                           | Município                   | Distrito/ Região Autónoma    | NUTS III                     | Superfície | População | N.º de freguesias | Freguesias que integram a vila                  | Desde                  |
| ------ | ------------------------------ | --------------------------- | ---------------------------- | ---------------------------- | ---------- | --------- | ----------------- | ----------------------------------------------- | ---------------------- |
|        | A dos Cunhados (vila)          | Torres Vedras               | Lisboa                       | Oeste                        | 43,98 km²  | 8 459     | 1                 | A dos Cunhados                                  | 1995 (30 de Agosto)    |
|        | A dos Francos (vila)           | Caldas da Rainha            | Leiria                       | Oeste                        | 19,78 km²  | 1 701     | 1                 | A dos Francos                                   | 2009 (5 de Agosto)     |
|        | A Ver-o-Mar                    | Póvoa de Varzim             | Porto                        | Área Metropolitana do Porto  | 5,21 km²   | 8 675     | 1                 | A Ver-o-Mar                                     | 2003 (26 de Agosto)    |
|        | Abragão (vila)                 | Penafiel                    | Porto                        | Tâmega e Sousa               | 8,87 km²   | 2 341     | 1                 | Abragão                                         | 2001 (12 de julho)     |
|        | Abraveses (vila)               | Viseu                       | Viseu                        | Viseu Dão Lafões             | 11,95 km²  | 8 539     | 1                 | Abraveses                                       | 1997 (24 de julho)     |
|        | Água de Pau                    | Lagoa                       | Açores (Ilha de São Miguel)  | Açores                       | 17,43 km²  | 3 058     | 1                 | Água de Pau                                     | 2003 (24 de junho)     |
|        | Aguada de Cima (vila)          | Águeda                      | Aveiro                       | Região de Aveiro             | 27,55 km²  | 4 013     | 1                 | Aguada de Cima                                  | 1997 (12 de julho)     |
|        | Águas Santas                   | Maia                        | Porto                        | Área Metropolitana do Porto  | 7,86 km²   | 27 470    | 1                 | Águas Santas                                    | 1986 (23 de Agosto)    |
|        | Aguçadoura                     | Póvoa de Varzim             | Porto                        | Área Metropolitana do Porto  | 4,05 km²   | 4 257     | 1                 | Aguçadoura                                      | 2011 (22 de junho)     |
|        | Aguiar da Beira                | Aguiar da Beira             | Guarda                       | Viseu Dão Lafões             |            | 1 400     |                   |                                                 | 1120                   |
|        | Alandroal (vila)               | Alandroal                   | Évora                        | Alentejo Central             |            | 1 873     |                   |                                                 | 1486                   |
|        | Alcains                        | Castelo Branco              | Castelo Branco               | Beira Baixa                  | 36,95 km²  | 5 050     | 1                 | Alcains                                         | 1971 (12 de novembro)  |
|        | Alcanena                       | Alcanena                    | Santarém                     | Médio Tejo                   |            | 4 131     |                   |                                                 | 1914 (8 de maio)       |
|        | Alcanhões                      | Santarém                    | Santarém                     | Lezíria do Tejo              |            |           |                   |                                                 | 1928 (23 de março)     |
|        | Alcantarilha                   | Silves                      | Faro                         | Algarve                      |            |           |                   |                                                 | 1999 (30 de junho)     |
|        | Alcobertas                     | Rio Maior                   | Santarém                     | Lezíria do Tejo              |            |           |                   |                                                 | 1999 (30 de junho)     |
|        | Alcochete                      | Alcochete                   | Setúbal                      | Área Metropolitana de Lisboa |            |           |                   |                                                 | 1515 (17 de janeiro)   |
|        | Alcoutim (vila)                | Alcoutim                    | Faro                         | Algarve                      |            |           |                   |                                                 | 1304                   |
|        | Alenquer                       | Alenquer                    | Lisboa                       | Oeste                        |            |           | 2                 | Santo Estêvão e Alenquer                        | 1212                   |
|        | Alfândega da Fé (vila)         | Alfândega da Fé             | Bragança                     | Terras de Trás-os-Montes     |            |           |                   |                                                 | 1294                   |
|        | Alfarelos (vila)               | Soure                       | Coimbra                      | Região de Coimbra            | 13,42 km²  | 1 439     | 1                 | Alfarelos                                       | 1928 (Abril)           |
|        | Alfeizerão (vila)              | Alcobaça                    | Leiria                       | Oeste                        |            |           |                   |                                                 | 1991 (16 de Agosto)    |
|        | Algés (vila)                   | Oeiras                      | Lisboa                       | Área Metropolitana de Lisboa |            |           |                   |                                                 | 1991 (16 de Agosto)    |
|        | Algoz (vila)                   | Silves                      | Faro                         | Algarve                      |            |           |                   |                                                 | 2001 (12 de julho)     |
|        | Algueirão - Mem Martins (vila) | Sintra                      | Lisboa                       | Área Metropolitana de Lisboa |            | 66 250    |                   |                                                 | 1988 (1 de fevereiro)  |
|        | Alhadas (vila)                 | Figueira da Foz             | Coimbra                      | Região de Coimbra            |            |           |                   |                                                 | 1989 (24 de Agosto)    |
|        | Alhandra                       | Vila Franca de Xira         | Lisboa                       | Área Metropolitana de Lisboa |            | 6 047     |                   |                                                 | 1997 (12 de julho)     |
|        | Alhos Vedros (vila)            | Moita                       | Setúbal                      | Área Metropolitana de Lisboa |            | 15 050    |                   |                                                 | 1997 (12 de julho)     |
|        | Alijó (vila)                   | Alijó                       | Vila Real                    | Douro                        |            |           |                   |                                                 | 1226                   |
|        | Aljezur (vila)                 | Aljezur                     | Faro                         | Algarve                      |            |           |                   |                                                 | 1280 (12 de novembro)  |
|        | Aljubarrota (vila)             | Alcobaça                    | Leiria                       | Oeste                        |            |           |                   |                                                 | 1993 (2 de julho)      |
|        | Aljustrel                      | Aljustrel                   | Beja                         | Baixo Alentejo               |            |           |                   |                                                 | 1252                   |
|        | Almancil (vila)                | Loulé                       | Faro                         | Algarve                      |            |           |                   |                                                 | 1988 (1 de fevereiro)  |
|        | Almeida (vila)                 | Almeida                     | Guarda                       | Beiras e Serra da Estrela    |            | 1 314     |                   |                                                 | 1296                   |
|        | Almendra (vila)                | Vila Nova de Foz Côa        | Guarda                       | Douro                        |            | 386       |                   |                                                 | 1999 (30 de junho)     |
|        | Almodôvar (vila)               | Almodôvar                   | Beja                         | Baixo Alentejo               |            |           |                   |                                                 | 1285                   |
|        | Alpiarça                       | Alpiarça                    | Santarém                     | Lezíria do Tejo              |            |           | 1                 | Alpiarça                                        | 1906 (17 de fevereiro) |
|        | Alter do Chão (vila)           | Alter do Chão               | Portalegre                   | Alto Alentejo                |            |           |                   |                                                 | 1232                   |
|        | Alvaiázere (vila)              | Alvaiázere                  | Leiria                       | Região de Leiria             |            |           |                   |                                                 | 1200                   |
|        | Alvalade (vila)                | Santiago do Cacém           | Setúbal                      | Alentejo Litoral             |            |           |                   |                                                 | 1995 (30 de Agosto)    |
|        | Alvarães (vila)                | Viana do Castelo            | Viana do Castelo             | Alto Minho                   |            |           |                   |                                                 | 2005 (2 de fevereiro)  |
|        | Alvite                         | Moimenta da Beira           | Viseu                        | Douro                        |            |           |                   |                                                 | 1997 (24 de julho)     |
|        | Alvito (vila)                  | Alvito                      | Beja                         | Baixo Alentejo               |            |           |                   |                                                 | 1280                   |
|        | Alvor (vila)                   | Portimão                    | Faro                         | Algarve                      |            |           |                   |                                                 | 1988 (19 de abril)     |
|        | Amareleja (vila)               | Moura                       | Beja                         | Baixo Alentejo               |            |           |                   |                                                 | 1991 (16 de Agosto)    |
|        | Amares (vila)                  | Amares                      | Braga                        | Cávado                       |            |           |                   |                                                 | 1514                   |
|        | Amiais de Baixo (vila)         | Santarém                    | Santarém                     | Lezíria do Tejo              |            |           | 1                 | Amiais de Baixo                                 | 1995 (30 de Agosto)    |
|        | Ançã                           | Cantanhede                  | Coimbra                      | Região de Coimbra            |            |           |                   |                                                 | 2001 (12 de julho)     |
|        | Ancede                         | Baião                       | Porto                        | Tâmega e Sousa               |            |           |                   |                                                 | 2009 (3 de Agosto)     |
|        | Angeja                         | Albergaria-a-Velha          | Aveiro                       | Região de Aveiro             |            |           |                   |                                                 | 1991 (16 de Agosto)    |
|        | Ansião                         | Ansião                      | Leiria                       | Região de Leiria             |            |           |                   |                                                 | 1514                   |
|        | Anta                           | Espinho                     | Aveiro                       | Área Metropolitana do Porto  |            |           |                   |                                                 | 1993 (2 de julho)      |
|        | Apúlia                         | Esposende                   | Braga                        | Cávado                       |            |           |                   |                                                 | 1988 (19 de abril)     |
|        | Arazede                        | Montemor-o-Velho            | Coimbra                      | Região de Coimbra            |            |           |                   |                                                 | 1988 (19 de abril)     |
|        | Arco de Baúlhe                 | Cabeceiras de Basto         | Braga                        | Ave                          |            |           |                   |                                                 | 1991 (16 de Agosto)    |
|        | Arcos de Valdevez              | Arcos de Valdevez           | Viana do Castelo             | Alto Minho                   |            |           |                   |                                                 | 1515                   |
|        | Arcozelo                       | Ponte de Lima               | Viana do Castelo             | Alto Minho                   |            |           |                   |                                                 | 2005 (28 de janeiro)   |
|        | Arcozelo                       | Vila Nova de Gaia           | Porto                        | Área Metropolitana do Porto  |            |           |                   |                                                 | 1988 (1 de fevereiro)  |
|        | Arganil                        | Arganil                     | Coimbra                      | Região de Coimbra            |            |           |                   |                                                 | 1114                   |
|        | Argoncilhe                     | Santa Maria da Feira        | Aveiro                       | Área Metropolitana do Porto  |            |           |                   |                                                 | 1985 (25 de Setembro)  |
|        | Argozelo                       | Vimioso                     | Bragança                     | Terras de Trás-os-Montes     |            |           |                   |                                                 | 2001 (12 de julho)     |
|        | Armação de Pêra                | Silves                      | Faro                         | Algarve                      |            | 4 867     |                   |                                                 | 1991 (16 de Agosto)    |
|        | Armamar                        | Armamar                     | Viseu                        | Douro                        |            | 1 464     |                   |                                                 | 1514                   |
|        | Arouca                         | Arouca                      | Aveiro                       | Área Metropolitana do Porto  |            | 5 178     |                   |                                                 | 1513                   |
|        | Arraiolos                      | Arraiolos                   | Évora                        | Alentejo Central             |            | 3 386     |                   |                                                 | 1290                   |
|        | Arranhó                        | Arruda dos Vinhos           | Lisboa                       | Oeste                        |            |           |                   |                                                 | 1997 (12 de julho)     |
|        | Arrifana                       | Santa Maria da Feira        | Aveiro                       | Área Metropolitana do Porto  |            |           |                   |                                                 | 1985 (24 de Setembro)  |
|        | Arronches                      | Arronches                   | Portalegre                   | Alto Alentejo                |            |           |                   |                                                 | 1255                   |
|        | Arruda dos Vinhos              | Arruda dos Vinhos           | Lisboa                       | Oeste                        |            |           |                   |                                                 | 1172                   |
|        | Avanca                         | Estarreja                   | Aveiro                       | Região de Aveiro             | 21,07 km²  | 6 189     |                   |                                                 | 1973 (14 de março)     |
|        | Aveiras de Cima                | Azambuja                    | Lisboa                       | Lezíria do Tejo              |            |           |                   |                                                 | 1986 (23 de Agosto)    |
|        | Avelar                         | Ansião                      | Leiria                       | Região de Leiria             |            |           |                   |                                                 | 1995 (30 de Agosto)    |
|        | Aves                           | Santo Tirso                 | Porto                        | Área Metropolitana do Porto  |            |           |                   |                                                 | 1955 (4 de abril)      |
|        | Avintes                        | Vila Nova de Gaia           | Porto                        | Área Metropolitana do Porto  |            |           |                   |                                                 | 1988 (1 de fevereiro)  |
|        | Avis                           | Avis                        | Portalegre                   | Alto Alentejo                |            |           |                   |                                                 | 1218                   |
|        | Avô                            | Oliveira do Hospital        | Coimbra                      | Região de Coimbra            |            |           |                   |                                                 | 1995 (30 de Agosto)    |
|        | Azambuja                       | Azambuja                    | Lisboa                       | Lezíria do Tejo              |            |           |                   |                                                 | 1200                   |
|        | Azueira                        | Mafra                       | Lisboa                       | Área Metropolitana de Lisboa |            |           |                   |                                                 | 2001 (12 de julho)     |
|        | Baião                          | Baião                       | Porto                        | Tâmega e Sousa               |            |           |                   |                                                 | 1513                   |
|        | Baixa da Banheira              | Moita                       | Setúbal                      | Área Metropolitana de Lisboa |            | 21 085    |                   |                                                 | 1984 (28 de junho)     |
|        | Baltar                         | Paredes                     | Porto                        | Área Metropolitana do Porto  |            |           |                   |                                                 | 2003 (26 de Agosto)    |
|        | Barrancos                      | Barrancos                   | Beja                         | Baixo Alentejo               |            |           | 1                 | Barrancos                                       | 1295                   |
|        | Barrosas                       | Felgueiras                  | Porto                        | Tâmega e Sousa               | 1,00 km²   | 2 496     | 1                 |                                                 | 1990 (9 de Agosto)     |
|        | Barroselas                     | Viana do Castelo            | Viana do Castelo             | Alto Minho                   |            |           |                   |                                                 | 1988 (1 de fevereiro)  |
|        | Batalha                        | Batalha                     | Leiria                       | Região de Leiria             |            |           |                   |                                                 | 1500 (18 de março)     |
|        | Belas                          | Sintra                      | Lisboa                       | Área Metropolitana de Lisboa |            | 26 089    |                   |                                                 | 1997 (24 de julho)     |
|        | Belmonte                       | Belmonte                    | Castelo Branco               | Beiras e Serra da Estrela    | 30,91 km²  | 3 183     |                   |                                                 | 1199                   |
|        | Benavente                      | Benavente                   | Santarém                     | Lezíria do Tejo              |            |           |                   |                                                 | 1200                   |
|        | Benedita                       | Alcobaça                    | Leiria                       | Oeste                        |            |           |                   |                                                 | 1984 (28 de junho)     |
|        | Benfica do Ribatejo            | Almeirim                    | Santarém                     | Lezíria do Tejo              |            |           |                   |                                                 | 1995 (30 de Agosto)    |
|        | Bensafrim                      | Lagos                       | Faro                         | Algarve                      |            |           |                   |                                                 | 2009 (3 de Agosto)     |
|        | Beringel                       | Beja                        | Beja                         | Baixo Alentejo               |            |           |                   |                                                 | 1997 (12 de julho)     |
|        | Bobadela                       | Loures                      | Lisboa                       | Área Metropolitana de Lisboa |            |           | 1                 | Bobadela (Loures)                               | 1997 (12 de julho)     |
|        | Boidobra                       | Covilhã                     | Castelo Branco               | Beiras e Serra da Estrela    | 16,26 km²  | 3 246     |                   |                                                 | 1993 (2 de julho)      |
|        | Bombarral                      | Bombarral                   | Leiria                       | Oeste                        |            |           |                   |                                                 | 1914 (28 de março)     |
|        | Bouro de Santa Maria           | Amares                      | Braga                        | Cávado                       |            |           |                   |                                                 | 2005 (28 de janeiro)   |
|        | Boticas                        | Boticas                     | Vila Real                    | Alto Tâmega                  |            |           |                   |                                                 | 1836                   |
|        | Branca                         | Albergaria-a-Velha          | Aveiro                       | Região de Aveiro             |            |           |                   |                                                 | 1989 (24 de Agosto)    |
|        | Britiande                      | Lamego                      | Viseu                        | Douro                        |            |           |                   |                                                 | 1997 (12 de julho)     |
|        | Brito                          | Guimarães                   | Braga                        | Ave                          |            |           | 1                 | Brito                                           | 2001 (12 de julho)     |
|        | Bucelas                        | Loures                      | Lisboa                       | Área Metropolitana de Lisboa |            |           | 1                 | Bucelas                                         | 1927 (4 de dezembro).  |
|        | Bustos                         | Oliveira do Bairro          | Aveiro                       | Região de Aveiro             |            |           |                   |                                                 | 2003 (26 de Agosto)    |
|        | Cabanas de Tavira              | Tavira                      | Faro                         | Algarve                      |            |           |                   |                                                 | 2001 (12 de julho)     |
|        | Cabanas de Viriato             | Carregal do Sal             | Viseu                        | Viseu Dão Lafões             |            |           |                   |                                                 | 1993 (2 de julho)      |
|        | Cabeceiras de Basto            | Cabeceiras de Basto         | Braga                        | Ave                          |            |           |                   |                                                 | 1514                   |
|        | Cacia                          | Aveiro                      | Aveiro                       | Região de Aveiro             | 35,76 km²  | 7 354     |                   |                                                 | 1989 (24 de Agosto)    |
|        | Cadaval                        | Cadaval                     | Lisboa                       | Oeste                        |            |           |                   |                                                 | 1371                   |
|        | Caldas das Taipas              | Guimarães                   | Braga                        | Ave                          |            |           | 1                 | Caldelas                                        | 1940 (19 de junho)     |
|        | Caldas de São Jorge            | Santa Maria da Feira        | Aveiro                       | Área Metropolitana do Porto  |            |           |                   |                                                 | 1999 (30 de junho)     |
|        | Caldelas                       | Amares                      | Braga                        | Cávado                       |            |           |                   |                                                 | 1993 (2 de julho)      |
|        | Calheta                        | Calheta                     | Açores (Ilha de São Jorge)   | Açores                       |            |           |                   |                                                 | 1534                   |
|        | Calheta                        | Calheta                     | Madeira (Ilha da Madeira)    | Madeira                      |            |           |                   |                                                 | 1502 (1 de julho)      |
|        | Camacha                        | Santa Cruz                  | Madeira (Ilha da Madeira)    | Madeira                      |            |           |                   |                                                 | 1994 (9 de Setembro)   |
|        | Camarate                       | Loures                      | Lisboa                       | Área Metropolitana de Lisboa |            |           |                   |                                                 | 1997 (12 de julho)     |
|        | Cambres                        | Lamego                      | Viseu                        | Douro                        |            |           |                   |                                                 | 1997 (12 de julho)     |
|        | Caminha                        | Caminha                     | Viana do Castelo             | Alto Minho                   |            |           |                   |                                                 | 1284                   |
|        | Campelos                       | Torres Vedras               | Lisboa                       | Oeste                        |            |           |                   |                                                 | 1995 (30 de Agosto)    |
|        | Campo                          | Valongo                     | Porto                        | Área Metropolitana do Porto  |            |           |                   |                                                 | 2001 (12 de julho)     |
|        | Campo de Besteiros             | Tondela                     | Viseu                        | Viseu Dão Lafões             |            |           |                   |                                                 | 1929 (4 de fevereiro)  |
|        | Campo Maior                    | Campo Maior                 | Portalegre                   | Alto Alentejo                |            |           | 2                 | Nossa Senhora da Expectação e São João Baptista | 1260                   |
|        | Canas de Santa Maria           | Tondela                     | Viseu                        | Viseu Dão Lafões             |            |           |                   |                                                 | 1997 (12 de julho)     |
|        | Canas de Senhorim              | Nelas                       | Viseu                        | Viseu Dão Lafões             |            |           |                   |                                                 | 1928 (23 de março)     |
|        | Caneças                        | Odivelas                    | Lisboa                       | Área Metropolitana de Lisboa |            |           |                   |                                                 | 1991 (16 de Agosto)    |
|        | Canedo                         | Santa Maria da Feira        | Aveiro                       | Área Metropolitana do Porto  |            |           |                   |                                                 | 1997 (12 de julho)     |
|        | Canelas                        | Vila Nova de Gaia           | Porto                        | Área Metropolitana do Porto  |            |           |                   |                                                 | 1988 (1 de fevereiro)  |
|        | Caniçal                        | Machico                     | Madeira (Ilha da Madeira)    | Madeira                      |            |           |                   |                                                 | 1994 (9 de Setembro)   |
|        | Capelas                        | Ponta Delgada               | Açores (Ilha de São Miguel   | Açores                       |            |           |                   |                                                 | 2003 (24 de junho)     |
|        | Caramulo                       | Tondela                     | Viseu                        | Viseu Dão Lafões             |            |           | 1                 | Guardão                                         | 1988 (1 de fevereiro)  |
|        | Caranguejeira                  | Leiria                      | Leiria                       | Região de Leiria             |            |           |                   |                                                 | 2001 (12 de julho)     |
|        | Carapinheira                   | Montemor-o-Velho            | Coimbra                      | Região de Coimbra            |            |           |                   |                                                 | 1990 (9 de Agosto)     |
|        | Caria                          | Belmonte                    | Castelo Branco               | Beiras e Serra da Estrela    | 39,03 km²  | 1 921     | 1                 | Caria                                           | 1924 (19 de dezembro)  |
|        | Carnaxide                      | Oeiras                      | Lisboa                       | Área Metropolitana de Lisboa |            | 25 911    |                   |                                                 | 1991 (16 de Agosto)    |
|        | Carrazeda de Ansiães           | Carrazeda de Ansiães        | Bragança                     | Douro                        |            | 1 701     |                   |                                                 | 1075                   |
|        | Carrazedo de Montenegro        | Valpaços                    | Vila Real                    | Alto Tâmega                  |            | 1 620     |                   |                                                 | 1990 (9 de Agosto)     |
|        | Carregado                      | Alenquer                    | Lisboa                       | Oeste                        |            | 11 707    |                   |                                                 | 1997 (12 de julho)     |
|        | Carregal do Sal                | Carregal do Sal             | Viseu                        | Viseu Dão Lafões             |            | 3 399     |                   |                                                 | 1836                   |
|        | Carregosa                      | Oliveira de Azeméis         | Aveiro                       | Área Metropolitana do Porto  |            | 3 419     |                   |                                                 | 1990 (9 de Agosto)     |
|        | Carvalhos                      | Vila Nova de Gaia           | Porto                        | Área Metropolitana do Porto  |            |           |                   | Pedroso e Seixezelo                             | 1988 (1 de fevereiro)  |
|        | Carvalhosa                     | Paços de Ferreira           | Porto                        | Tâmega e Sousa               |            | 4 583     |                   |                                                 | 2005 (28 de janeiro)   |
|        | Carvoeiro                      | Lagoa                       | Faro                         | Algarve                      |            | 2 712     |                   |                                                 | 2001 (12 de julho)     |
|        | Casal de Cambra                | Sintra                      | Lisboa                       | Área Metropolitana de Lisboa |            | 12 701    |                   |                                                 | 2009 (5 de Agosto)     |
|        | Cascais                        | Cascais                     | Lisboa                       | Área Metropolitana de Lisboa |            | 35 409    |                   |                                                 | 1364                   |
|        | Castanheira de Pera            | Castanheira de Pera         | Leiria                       | Região de Leiria             |            | 3 191     |                   |                                                 | 1914 (17 de junho)     |
|        | Castanheira do Ribatejo        | Vila Franca de Xira         | Lisboa                       | Área Metropolitana de Lisboa |            | 8 266     |                   |                                                 | 1985 (24 de Setembro)  |
|        | Castêlo da Maia                | Maia                        | Porto                        | Área Metropolitana do Porto  |            | 15 542    | 1                 | Castêlo da Maia                                 | 1986 (23 de Agosto)    |
|        | Castelo de Paiva               | Castelo de Paiva            | Aveiro                       | Tâmega e Sousa               |            | 4 831     |                   |                                                 | 1513                   |
|        | Castelo de Vide                | Castelo de Vide             | Portalegre                   | Alto Alentejo                |            | 2 801     |                   |                                                 | 1276                   |
|        | Castro Daire                   | Castro Daire                | Viseu                        | Viseu Dão Lafões             |            | 4 674     | 1                 | Castro Daire                                    | 1185 (antes de)        |
|        | Castro Laboreiro               | Melgaço                     | Viana do Castelo             | Alto Minho                   |            | 540       |                   |                                                 | 2009 (5 de Agosto)     |
|        | Castro Marim                   | Castro Marim                | Faro                         | Algarve                      |            | 3 267     |                   |                                                 | 1277                   |
|        | Castro Verde                   | Castro Verde                | Beja                         | Baixo Alentejo               |            | 5 346     |                   |                                                 | 1510                   |
|        | Cavez                          | Cabeceiras de Basto         | Braga                        | Ave                          |            | 1 268     |                   |                                                 | 2001 (12 de julho)     |
|        | Caxarias                       | Ourém                       | Santarém                     | Médio Tejo                   |            | 2 166     |                   |                                                 | 1995 (30 de Agosto)    |
|        | Caxias                         | Oeiras                      | Lisboa                       | Área Metropolitana de Lisboa |            | 9 007     |                   |                                                 | 1997 (24 de julho)     |
|        | Cedovim                        | Vila Nova de Foz Côa        | Guarda                       | Douro                        |            | 338       |                   |                                                 | 1999 (30 de junho)     |
|        | Ceira                          | Coimbra                     | Coimbra                      | Região de Coimbra            |            | 3 701     |                   |                                                 | 1997 (12 de julho)     |
|        | Cela                           | Alcobaça                    | Leiria                       | Oeste                        |            | 3 264     |                   |                                                 | 1999 (30 de junho)     |
|        | Celorico da Beira              | Celorico da Beira           | Guarda                       | Beiras e Serra da Estrela    |            | 2 385     |                   |                                                 | 1185 (antes de)        |
|        | Celorico de Basto              | Celorico de Basto           | Braga                        | Tâmega e Sousa               |            | 3 670     |                   |                                                 | 1520                   |
|        | Cercal do Alentejo             | Santiago do Cacém           | Setúbal                      | Alentejo Litoral             |            | 3 362     |                   |                                                 | 1991 (16 de Agosto)    |
|        | Cernache do Bonjardim          | Sertã                       | Castelo Branco               | Médio Tejo                   | 72,06 km²  | 3 052     |                   |                                                 | 1955 (20 de Agosto)    |
|        | Cerva                          | Ribeira de Pena             | Vila Real                    | Alto Tâmega                  | 46,05 km²  | 2 280     |                   |                                                 | 1514 (3 de junho)      |
|        | Cesar                          | Oliveira de Azeméis         | Aveiro                       | Área Metropolitana do Porto  |            | 3 166     |                   |                                                 | 1993 (2 de julho)      |
|        | Cete                           | Paredes                     | Porto                        | Área Metropolitana do Porto  |            | 3 113     |                   |                                                 | 2003 (26 de Agosto)    |
|        | Chamusca                       | Chamusca                    | Santarém                     | Lezíria do Tejo              |            | 3 360     |                   |                                                 | 1561 (18 de fevereiro) |
|        | Charneca de Caparica           | Almada                      | Setúbal                      | Área Metropolitana de Lisboa |            | 29 763    | 1                 | Charneca de Caparica                            | 1993 (2 de julho)      |
|        | Cinfães                        | Cinfães                     | Viseu                        | Tâmega e Sousa               |            | 3 395     |                   |                                                 | 1513                   |
|        | Colares                        | Sintra                      | Lisboa                       | Área Metropolitana de Lisboa |            | 7 628     |                   |                                                 | 1997 (24 de julho)     |
|        | Condeixa-a-Nova                | Condeixa-a-Nova             | Coimbra                      | Região de Coimbra            |            | 8 608     |                   |                                                 | 1514                   |
|        | Constância                     | Constância                  | Santarém                     | Médio Tejo                   |            | 993       |                   |                                                 | 1571                   |
|        | Corroios                       | Seixal                      | Setúbal                      | Área Metropolitana de Lisboa |            | 47 661    | 1                 | Corroios                                        | 1993 (2 de julho)      |
|        | Cortegaça                      | Ovar                        | Aveiro                       | Região de Aveiro             |            | 3 837     |                   |                                                 | 1985 (25 de Setembro)  |
|        | Coruche                        | Coruche                     | Santarém                     | Lezíria do Tejo              |            | 8 913     |                   |                                                 | 1182                   |
|        | Vila do Corvo                  | Corvo                       | Açores (Ilha do Corvo)       | Açores                       |            |           | 0                 | –                                               | 1832                   |
|        | Couço                          | Coruche                     | Santarém                     | Lezíria do Tejo              |            | 2 765     |                   |                                                 | 1988 (19 de abril)     |
|        | Crato                          | Crato                       | Portalegre                   | Alto Alentejo                |            | 1 937     |                   |                                                 | 1232                   |
|        | Crestuma                       | Vila Nova de Gaia           | Porto                        | Área Metropolitana do Porto  |            | 2 621     |                   |                                                 | 2001 (12 de julho)     |
|        | Cruz Quebrada - Dafundo        | Oeiras                      | Lisboa                       | Área Metropolitana de Lisboa |            | 6 393     |                   |                                                 | 2011 (22 de junho)     |
|        | Cuba                           | Cuba                        | Beja                         | Baixo Alentejo               |            |           |                   |                                                 | 1782                   |
|        | Cumieira                       | Santa Marta de Penaguião    | Vila Real                    | Douro                        |            |           |                   |                                                 | 1999 (30 de junho)     |
|        | Custóias                       | Matosinhos                  | Porto                        | Área Metropolitana do Porto  |            |           |                   |                                                 | 2003 (26 de Agosto)    |
|        | Darque                         | Viana do Castelo            | Viana do Castelo             | Alto Minho                   |            |           |                   |                                                 | 1986 (23 de Agosto)    |
|        | Eixo                           | Aveiro                      | Aveiro                       | Região de Aveiro             |            |           |                   |                                                 | 1989 (24 de Agosto)    |
|        | Ericeira                       | Mafra                       | Lisboa                       | Área Metropolitana de Lisboa |            |           |                   |                                                 | 1229                   |
|        | Ermidas-Sado                   | Santiago do Cacém           | Setúbal                      | Alentejo Litoral             |            |           |                   |                                                 | 2001 (12 de julho)     |
|        | Ervedosa do Douro              | São João da Pesqueira       | Viseu                        | Douro                        |            |           |                   |                                                 | 1993 (2 de julho)      |
|        | Escoural                       | Montemor-o-Novo             | Évora                        | Alentejo Central             |            |           | 1                 | Santiago do Escoural                            | 1916 (5 de junho)      |
|        | Espinhal                       | Penela                      | Coimbra                      | Região de Coimbra            |            |           |                   |                                                 | 1906 (16 de julho)     |
|        | Estômbar                       | Lagoa                       | Faro                         | Algarve                      |            |           |                   |                                                 | 1991 (16 de Agosto)    |
|        | Estreito de Câmara de Lobos    | Câmara de Lobos             | Madeira (Ilha da Madeira)    | Madeira                      |            |           |                   |                                                 | 1994 (14 de Setembro)  |
|        | Fajões                         | Oliveira de Azeméis         | Aveiro                       | Área Metropolitana do Porto  |            |           |                   |                                                 | 1995 (30 de Agosto)    |
|        | Famões                         | Odivelas                    | Lisboa                       | Área Metropolitana de Lisboa |            |           |                   |                                                 | 2001 (12 de julho)     |
|        | Fânzeres                       | Gondomar                    | Porto                        | Área Metropolitana do Porto  |            |           |                   |                                                 | 1989 (24 de Agosto)    |
|        | Fão                            | Esposende                   | Braga                        | Cávado                       |            |           |                   |                                                 | 1976 (20 de janeiro)   |
|        | Favaios                        | Alijó                       | Vila Real                    | Douro                        |            |           |                   |                                                 | 1991 (16 de Agosto)    |
|        | Fazendas de Almeirim           | Almeirim                    | Santarém                     | Lezíria do Tejo              |            |           |                   |                                                 | 1991 (16 de Agosto)    |
|        | Febres                         | Cantanhede                  | Coimbra                      | Região de Coimbra            |            |           |                   |                                                 | 1988 (1 de fevereiro)  |
|        | Fermentelos                    | Águeda                      | Aveiro                       | Região de Aveiro             |            | 3 258     |                   |                                                 | 1928 (11 de junho)     |
|        | Fermil de Basto                | Celorico de Basto           | Braga                        | Tâmega e Sousa               |            |           | 3                 | Gagos, Molares e Veade                          | 2001 (12 de julho)     |
|        | Ferragudo                      | Lagoa                       | Faro                         | Algarve                      |            |           |                   |                                                 | 1999 (30 de junho)     |
|        | Ferreira do Alentejo           | Ferreira do Alentejo        | Beja                         | Baixo Alentejo               |            |           |                   |                                                 | 1516                   |
|        | Ferreira do Zêzere             | Ferreira do Zêzere          | Santarém                     | Médio Tejo                   |            |           |                   |                                                 | 1222                   |
|        | Ferrel                         | Peniche                     | Leiria                       | Oeste                        |            |           |                   |                                                 | 2011 (22 de junho)     |
|        | Ferro                          | Covilhã                     | Castelo Branco               | Beiras e Serra da Estrela    | 30,76 km²  | 1 700     | 1                 | Ferro                                           | 1995 (30 de Agosto)    |
|        | Figueira de Castelo Rodrigo    | Figueira de Castelo Rodrigo | Guarda                       | Beiras e Serra da Estrela    |            | 2 211     |                   |                                                 | 1209                   |
|        | Figueiró dos Vinhos            | Figueiró dos Vinhos         | Leiria                       | Região de Leiria             |            |           |                   |                                                 | 1204                   |
|        | Fonte Arcada                   | Sernancelhe                 | Viseu                        | Douro                        |            |           |                   |                                                 | 2005 (28 de janeiro)   |
|        | Fontelo                        | Armamar                     | Viseu                        | Douro                        |            |           |                   |                                                 | 1999 (30 de junho)     |
|        | Fontes                         | Santa Marta de Penaguião    | Vila Real                    | Douro                        |            |           |                   |                                                 | 1999 (30 de junho)     |
|        | Forjães                        | Esposende                   | Braga                        | Cávado                       |            |           |                   |                                                 | 1989 (24 de Agosto)    |
|        | Fornos de Algodres             | Fornos de Algodres          | Guarda                       | Beiras e Serra da Estrela    |            | 1 627     |                   |                                                 | 1836                   |
|        | Forte da Casa                  | Vila Franca de Xira         | Lisboa                       | Área Metropolitana de Lisboa |            |           |                   |                                                 | 1989 (24 de Agosto)    |
|        | Foz do Arelho                  | Caldas da Rainha            | Leiria                       | Oeste                        |            |           |                   |                                                 | 2009 (5 de Agosto)     |
|        | Frazão                         | Paços de Ferreira           | Porto                        | Tâmega e Sousa               |            |           |                   |                                                 | 1995 (30 de Agosto)    |
|        | Freixianda                     | Ourém                       | Santarém                     | Médio Tejo                   |            |           |                   |                                                 | 1995 (30 de Agosto)    |
|        | Freixo de Espada à Cinta       | Freixo de Espada à Cinta    | Bragança                     | Douro                        |            |           |                   |                                                 | 1152                   |
|        | Freixo de Numão                | Vila Nova de Foz Côa        | Guarda                       | Douro                        |            | 609       |                   |                                                 | 1999 (30 de junho)     |
|        | Fronteira                      | Fronteira                   | Portalegre                   | Alto Alentejo                |            |           |                   |                                                 | 1512                   |
|        | Fuseta                         | Olhão                       | Faro                         | Algarve                      |            |           |                   |                                                 | 1991 (16 de Agosto)    |
|        | Gaeiras                        | Óbidos                      | Leiria                       | Oeste                        |            |           |                   |                                                 | 2001 (12 de julho)     |
|        | Gafanha da Encarnação          | Ílhavo                      | Aveiro                       | Região de Aveiro             |            |           |                   |                                                 | 2005 (28 de janeiro)   |
|        | Gandarela de Basto             | Celorico de Basto           | Braga                        | Tâmega e Sousa               |            |           | 1                 | São Clemente de Basto                           | 2001 (12 de julho)     |
|        | Gavião                         | Gavião                      | Portalegre                   | Alto Alentejo                |            |           |                   |                                                 | 1519                   |
|        | Glória do Ribatejo             | Salvaterra de Magos         | Santarém                     | Lezíria do Tejo              |            |           |                   |                                                 | 1993 (2 de julho)      |
|        | Góis                           | Góis                        | Coimbra                      | Região de Coimbra            |            |           |                   |                                                 | 1516                   |
|        | Golegã                         | Golegã                      | Santarém                     | Lezíria do Tejo              |            |           |                   |                                                 | 1534                   |
|        | Gonçalo                        | Guarda                      | Guarda                       | Beiras e Serra da Estrela    |            | 1 083     |                   |                                                 | 1995 (30 de Agosto)    |
|        | Grândola                       | Grândola                    | Setúbal                      | Alentejo Litoral             |            |           |                   |                                                 | 1544 (22 de outubro)   |
|        | Grijó                          | Vila Nova de Gaia           | Porto                        | Área Metropolitana do Porto  |            |           |                   |                                                 | 1988 (1 de fevereiro)  |
|        | Guia                           | Pombal                      | Leiria                       | Região de Leiria             |            |           |                   |                                                 | 2003 (26 de Agosto)    |
|        | Guifões                        | Matosinhos                  | Porto                        | Área Metropolitana do Porto  |            |           |                   |                                                 | 2009 (3 de Agosto)     |
|        | Idanha-a-Nova                  | Idanha-a-Nova               | Castelo Branco               | Beira Baixa                  | 227,96 km² | 2 352     |                   |                                                 | 1206                   |
|        | Izeda                          | Bragança                    | Bragança                     | Terras de Trás-os-Montes     |            |           |                   |                                                 | 1990 (9 de Agosto)     |
|        | Joane                          | Vila Nova de Famalicão      | Braga                        | Ave                          |            |           |                   |                                                 | 1986 (23 de Agosto)    |
|        | Juncal                         | Porto de Mós                | Leiria                       | Região de Leiria             |            |           |                   |                                                 | 1990 (9 de Agosto)     |
|        | Lagares da Beira               | Oliveira do Hospital        | Coimbra                      | Região de Coimbra            |            |           |                   |                                                 | 1995 (30 de Agosto)    |
|        | Lajeosa do Dão                 | Tondela                     | Viseu                        | Viseu Dão Lafões             |            |           |                   |                                                 | 1999 (30 de junho)     |
|        | Lajes                          | Praia da Vitória            | Açores (Ilha Terceira        | Açores                       |            |           |                   |                                                 | 2002 (15 de julho)     |
|        | Lajes das Flores               | Lajes das Flores            | Açores (Ilha das Flores)     | Açores                       |            |           |                   |                                                 | 1515                   |
|        | Lajes do Pico                  | Lajes do Pico               | Açores (Ilha do Pico)        | Açores                       |            |           |                   |                                                 | 1501                   |
|        | Lalim                          | Lamego                      | Viseu                        | Douro                        | 7,22 km²   | 729       |                   |                                                 | 1995 (30 de Agosto)    |
|        | Lavos                          | Figueira da Foz             | Coimbra                      | Região de Coimbra            |            |           |                   |                                                 | 2009 (5 de Agosto)     |
|        | Lavra                          | Matosinhos                  | Porto                        | Área Metropolitana do Porto  |            |           |                   |                                                 | 2003 (26 de Agosto)    |
|        | Lavradio                       | Barreiro                    | Setúbal                      | Área Metropolitana de Lisboa |            |           |                   |                                                 | 1985 (25 de Setembro)  |
|        | Lazarim                        | Lamego                      | Viseu                        | Douro                        |            |           |                   |                                                 | 1995 (30 de Agosto)    |
|        | Leça do Balio                  | Matosinhos                  | Porto                        | Área Metropolitana do Porto  |            |           |                   |                                                 | 1999 (30 de junho)     |
|        | Leomil                         | Moimenta da Beira           | Viseu                        | Douro                        |            |           |                   |                                                 | 1997 (12 de julho)     |
|        | Lever                          | Vila Nova de Gaia           | Porto                        | Área Metropolitana do Porto  |            |           |                   |                                                 | 2001 (12 de julho)     |
|        | Linda-a-Velha                  | Oeiras                      | Lisboa                       | Área Metropolitana de Lisboa |            |           |                   |                                                 | 1991 (16 de Agosto)    |
|        | Lobão                          | Santa Maria da Feira        | Aveiro                       | Área Metropolitana do Porto  |            |           |                   |                                                 | 1991 (16 de Agosto)    |
|        | Longra                         | Felgueiras                  | Porto                        | Tâmega e Sousa               |            |           |                   |                                                 | 2003 (26 de Agosto)    |
|        | Lordelo                        | Guimarães                   | Braga                        | Ave                          |            |           |                   |                                                 | 1995 (30 de Agosto)    |
|        | Lordelo                        | Vila Real                   | Vila Real                    | Douro                        |            |           |                   |                                                 | 2009 (6 de Agosto)     |
|        | Loriga                         | Seia                        | Guarda                       | Beiras e Serra da Estrela    |            | 1 053     |                   |                                                 | 1989 (24 de Agosto)    |
|        | Lorvão                         | Penacova                    | Coimbra                      | Região de Coimbra            |            | 3 898     |                   |                                                 | 1985 (27 de Setembro)  |
|        | Loureiro                       | Oliveira de Azeméis         | Aveiro                       | Área Metropolitana do Porto  |            |           |                   |                                                 | 1995 (30 de Agosto)    |
|        | Louriçal                       | Pombal                      | Leiria                       | Região de Leiria             |            |           |                   |                                                 | 1993 (2 de julho)      |
|        | Lourinhã                       | Lourinhã                    | Lisboa                       | Oeste                        |            |           |                   |                                                 | 1160                   |
|        | Lousã                          | Lousã                       | Coimbra                      | Região de Coimbra            |            |           |                   |                                                 | 1513                   |
|        | Lousada                        | Lousada                     | Porto                        | Tâmega e Sousa               |            |           |                   |                                                 | 1514                   |
|        | Luso                           | Mealhada                    | Aveiro                       | Região de Coimbra            |            |           |                   |                                                 | 1937 (6 de novembro)   |
|        | Luz                            | Lagos                       | Faro                         | Algarve                      |            |           |                   |                                                 | 2001 (12 de julho)     |
|        | Luz de Tavira                  | Tavira                      | Faro                         | Algarve                      |            |           |                   |                                                 | 2001 (12 de julho)     |
|        | Mação                          | Mação                       | Santarém                     | Médio Tejo                   |            |           |                   |                                                 | 1355                   |
|        | Maceda                         | Ovar                        | Aveiro                       | Região de Aveiro             |            |           |                   |                                                 | 1999 (30 de junho)     |
|        | Maceira                        | Leiria                      | Leiria                       | Região de Leiria             |            |           |                   |                                                 | 1991 (16 de Agosto)    |
|        | Macieira de Cambra             | Vale de Cambra              | Aveiro                       | Área Metropolitana do Porto  |            |           |                   |                                                 | 1993 (2 de julho)      |
|        | Madalena                       | Madalena                    | Açores (Ilha do Pico)        | Açores                       |            |           |                   |                                                 | 1723                   |
|        | Madalena                       | Vila Nova de Gaia           | Porto                        | Área Metropolitana do Porto  |            |           |                   |                                                 | 2009 (6 de Agosto)     |
|        | Mafra                          | Mafra                       | Lisboa                       | Área Metropolitana de Lisboa |            |           |                   |                                                 | 1189                   |
|        | Maiorca                        | Figueira da Foz             | Coimbra                      | Região de Coimbra            | 25,14 km²  | 2 703     |                   |                                                 | 1194                   |
|        | Malveira                       | Mafra                       | Lisboa                       | Área Metropolitana de Lisboa |            |           |                   |                                                 | 1985 (25 de Setembro)  |
|        | Mamarrosa                      | Oliveira do Bairro          | Aveiro                       | Região de Aveiro             |            |           |                   |                                                 | 2003 (26 de Agosto)    |
|        | Manteigas                      | Manteigas                   | Guarda                       | Beiras e Serra da Estrela    |            | 2 864     | 2                 | Santa Maria e São Pedro                         | 1188                   |
|        | Marialva                       | Mêda                        | Guarda                       | Beiras e Serra da Estrela    |            | 255       |                   |                                                 | 1999 (30 de junho)     |
|        | Marinha das Ondas              | Figueira da Foz             | Coimbra                      | Região de Coimbra            |            |           |                   |                                                 | 2009 (5 de Agosto)     |
|        | Marinhais                      | Salvaterra de Magos         | Santarém                     | Lezíria do Tejo              |            |           |                   |                                                 | 1985 (25 de Setembro)  |
|        | Marvão                         | Marvão                      | Portalegre                   | Alto Alentejo                |            |           |                   |                                                 | 1226                   |
|        | Melgaço                        | Melgaço                     | Viana do Castelo             | Alto Minho                   |            |           |                   |                                                 | 1181                   |
|        | Melres                         | Gondomar                    | Porto                        | Área Metropolitana do Porto  |            |           |                   |                                                 | 1514                   |
|        | Mértola                        | Mértola                     | Beja                         | Baixo Alentejo               |            |           |                   |                                                 | 1254                   |
|        | Mesão Frio                     | Mesão Frio                  | Vila Real                    | Douro                        |            |           |                   |                                                 | 1152                   |
|        | Mexilhoeira Grande             | Portimão                    | Faro                         | Algarve                      |            |           |                   |                                                 | 1999 (30 de junho)     |
|        | Minde                          | Alcanena                    | Santarém                     | Médio Tejo                   |            |           |                   |                                                 | 1963 (14 de Agosto)    |
|        | Mira                           | Mira                        | Coimbra                      | Região de Coimbra            |            |           |                   |                                                 | 1442                   |
|        | Mira de Aire                   | Porto de Mós                | Leiria                       | Região de Leiria             |            |           |                   |                                                 | 1933 (10 de abril)     |
|        | Miranda do Corvo               | Miranda do Corvo            | Coimbra                      | Região de Coimbra            |            |           |                   |                                                 | 1136                   |
|        | Mões                           | Castro Daire                | Viseu                        | Viseu Dão Lafões             |            |           |                   |                                                 | 1995 (30 de Agosto)    |
|        | Mogadouro                      | Mogadouro                   | Bragança                     | Terras de Trás-os-Montes     |            |           |                   |                                                 | 1272 (27 de dezembro)  |
|        | Moimenta da Beira              | Moimenta da Beira           | Viseu                        | Douro                        |            |           |                   |                                                 | 1189                   |
|        | Moita                          | Moita                       | Setúbal                      | Área Metropolitana de Lisboa |            |           |                   |                                                 | 1691                   |
|        | Moita dos Ferreiros            | Lourinhã                    | Lisboa                       | Oeste                        |            |           |                   |                                                 | 1999 (30 de junho)     |
|        | Monção                         | Monção                      | Viana do Castelo             | Alto Minho                   |            |           |                   |                                                 | 1261                   |
|        | Moncarapacho                   | Olhão                       | Faro                         | Algarve                      |            |           |                   |                                                 | 1991 (16 de Agosto)    |
|        | Monchique                      | Monchique                   | Faro                         | Algarve                      |            |           |                   |                                                 | 1773                   |
|        | Mondim da Beira                | Tarouca                     | Viseu                        | Douro                        |            |           |                   |                                                 | 1995 (30 de Agosto)    |
|        | Mondim de Basto                | Mondim de Basto             | Vila Real                    | Ave                          |            |           |                   |                                                 | 1514 (3 de junho)      |
|        | Monforte                       | Monforte                    | Portalegre                   | Alto Alentejo                |            |           |                   |                                                 | 1257                   |
|        | Monsanto                       | Idanha-a-Nova               | Castelo Branco               | Beira Baixa                  | 131,95 km² | 829       |                   |                                                 | 1927 (16 de fevereiro) |
|        | Montalegre                     | Montalegre                  | Vila Real                    | Alto Tâmega                  |            |           |                   |                                                 | 1273                   |
|        | Monte da Caparica              | Almada                      | Setúbal                      | Área Metropolitana de Lisboa |            |           | 1                 | Caparica                                        | 1985 (27 de Setembro)  |
|        | Monte Gordo                    | Vila Real de Santo António  | Faro                         | Algarve                      |            |           |                   |                                                 | 2001 (12 de julho)     |
|        | Monte Real                     | Leiria                      | Leiria                       | Região de Leiria             |            |           |                   |                                                 | 1995 (30 de Agosto)    |
|        | Monte Redondo                  | Leiria                      | Leiria                       | Região de Leiria             |            |           |                   |                                                 | 2005 (28 de janeiro)   |
|        | Montelavar                     | Sintra                      | Lisboa                       | Área Metropolitana de Lisboa |            | 3 559     |                   |                                                 | 2009 (6 de Agosto)     |
|        | Montemor-o-Velho               | Montemor-o-Velho            | Coimbra                      | Região de Coimbra            |            |           |                   |                                                 | 1212                   |
|        | Mora                           | Mora                        | Évora                        | Alentejo Central             |            |           |                   |                                                 | 1519                   |
|        | Moreira                        | Maia                        | Porto                        | Área Metropolitana do Porto  | 8,75 km²   | 12 890    | 1                 |                                                 | 1995 (30 de Agosto)    |
|        | Moreira de Cónegos             | Guimarães                   | Braga                        | Ave                          |            |           |                   |                                                 | 1995 (30 de Agosto)    |
|        | Mortágua                       | Mortágua                    | Viseu                        | Região de Coimbra            |            | 1 153     | 1                 | Mortágua                                        | 1192                   |
|        | Moscavide                      | Loures                      | Lisboa                       | Área Metropolitana de Lisboa |            |           |                   |                                                 | 1964 (3 de abril)      |
|        | Mourão                         | Mourão                      | Évora                        | Alentejo Central             |            |           |                   |                                                 | 1296                   |
|        | Mourisca do Vouga              | Águeda                      | Aveiro                       | Região de Aveiro             |            |           | 2                 | Segadães e Trofa                                | 1927 (26 de março)     |
|        | Mozelos                        | Santa Maria da Feira        | Aveiro                       | Área Metropolitana do Porto  |            |           |                   |                                                 | 1989 (24 de Agosto)    |
|        | Murça                          | Murça                       | Vila Real                    | Douro                        |            |           |                   |                                                 | 1224                   |
|        | Murtosa                        | Murtosa                     | Aveiro                       | Região de Aveiro             |            |           |                   |                                                 | 1926 (30 de outubro)   |
|        | Nazaré                         | Nazaré                      | Leiria                       | Oeste                        |            |           |                   |                                                 | 1514                   |
|        | Nelas                          | Nelas                       | Viseu                        | Viseu Dão Lafões             | 21,47 km²  | 4702      | 1                 | Nelas                                           | 1140                   |
|        | Nespereira                     | Cinfães                     | Viseu                        | Tâmega e Sousa               |            |           |                   |                                                 | 1997 (12 de julho)     |
|        | Nisa                           | Nisa                        | Portalegre                   | Alto Alentejo                |            |           |                   |                                                 | 1232                   |
|        | Nogueira da Regedoura          | Santa Maria da Feira        | Aveiro                       | Área Metropolitana do Porto  |            |           |                   |                                                 | 1999 (30 de junho)     |
|        | Nogueira do Cravo              | Oliveira de Azeméis         | Aveiro                       | Área Metropolitana do Porto  |            |           |                   |                                                 | 1995 (30 de Agosto)    |
|        | Nordeste                       | Nordeste                    | Açores (Ilha de São Miguel)  | Açores                       |            |           |                   |                                                 | 1514                   |
|        | Óbidos                         | Óbidos                      | Leiria                       | Oeste                        |            |           |                   |                                                 | 1195                   |
|        | Odeceixe                       | Aljezur                     | Faro                         | Algarve                      |            |           |                   |                                                 | 2001 (12 de julho)     |
|        | Odemira                        | Odemira                     | Beja                         | Alentejo Litoral             |            |           |                   |                                                 | 1256                   |
|        | Odiáxere                       | Lagos                       | Faro                         | Algarve                      |            |           |                   |                                                 | 2003 (26 de Agosto)    |
|        | Oeiras                         | Oeiras                      | Lisboa                       | Área Metropolitana de Lisboa |            |           |                   |                                                 | 1759                   |
|        | Oiã                            | Oliveira do Bairro          | Aveiro                       | Região de Aveiro             |            |           |                   |                                                 | 1989 (24 de Agosto)    |
|        | Oleiros                        | Oleiros                     | Castelo Branco               | Beira Baixa                  | 115,49 km² | 2 306     |                   |                                                 | 1232                   |
|        | Olival                         | Ourém                       | Santarém                     | Médio Tejo                   |            |           |                   |                                                 | 2009 (5 de Agosto)     |
|        | Olival                         | Vila Nova de Gaia           | Porto                        | Área Metropolitana do Porto  |            |           |                   |                                                 | 2001 (12 de julho)     |
|        | Olival Basto                   | Odivelas                    | Lisboa                       | Área Metropolitana de Lisboa |            |           |                   |                                                 | 1997 (12 de julho)     |
|        | Oliveira de Frades             | Oliveira de Frades          | Viseu                        | Viseu Dão Lafões             |            |           |                   |                                                 | 1836                   |
|        | Oliveirinha                    | Aveiro                      | Aveiro                       | Região de Aveiro             |            |           |                   |                                                 | 1997 (12 de julho)     |
|        | Ourique                        | Ourique                     | Beja                         | Baixo Alentejo               |            |           |                   |                                                 | 1290                   |
|        | Paço de Arcos                  | Oeiras                      | Lisboa                       | Área Metropolitana de Lisboa |            |           |                   |                                                 | 1926 (9 de dezembro)   |
|        | Paço de Sousa                  | Penafiel                    | Porto                        | Tâmega e Sousa               |            |           |                   |                                                 | 1991 (16 de Agosto)    |
|        | Paços de Brandão               | Santa Maria da Feira        | Aveiro                       | Área Metropolitana do Porto  |            |           |                   |                                                 | 1985 (25 de Setembro)  |
|        | Paião                          | Figueira da Foz             | Coimbra                      | Região de Coimbra            |            |           |                   |                                                 | 1989 (24 de Agosto)    |
|        | Palhaça                        | Oliveira do Bairro          | Aveiro                       | Região de Aveiro             |            |           |                   |                                                 | 2003 (26 de Agosto)    |
|        | Palmela                        | Palmela                     | Setúbal                      | Área Metropolitana de Lisboa |            |           |                   |                                                 | 1185                   |
|        | Pampilhosa                     | Mealhada                    | Aveiro                       | Região de Coimbra            |            |           |                   |                                                 | 1985 (25 de Setembro)  |
|        | Pampilhosa da Serra            | Pampilhosa da Serra         | Coimbra                      | Região de Coimbra            |            |           |                   |                                                 | 1308                   |
|        | Paranhos da Beira              | Seia                        | Guarda                       | Beiras e Serra da Estrela    |            | 1 503     |                   |                                                 | 1989 (24 de Agosto)    |
|        | Parchal                        | Lagoa                       | Faro                         | Algarve                      |            |           |                   |                                                 | 1997 (12 de julho)     |
|        | Pardilhó                       | Estarreja                   | Aveiro                       | Região de Aveiro             |            |           |                   |                                                 | 2005 (28 de janeiro)   |
|        | Parede                         | Cascais                     | Lisboa                       | Área Metropolitana de Lisboa |            |           |                   |                                                 | 1999 (30 de junho)     |
|        | Paredes de Coura               | Paredes de Coura            | Viana do Castelo             | Alto Minho                   |            |           |                   |                                                 | 1257                   |
|        | Pataias                        | Alcobaça                    | Leiria                       | Oeste                        |            |           |                   |                                                 | 1984 (28 de junho)     |
|        | Paul                           | Covilhã                     | Castelo Branco               | Beiras e Serra da Estrela    | 23,99 km²  | 1 624     |                   |                                                 | 1989 (24 de Agosto)    |
|        | Pedras Salgadas                | Vila Pouca de Aguiar        | Vila Real                    | Alto Tâmega                  |            |           | 1                 | Bornes de Aguiar                                | 1999 (30 de junho)     |
|        | Pedrógão Grande                | Pedrógão Grande             | Leiria                       | Região de Leiria             | 128,75 km² | 3 915     |                   |                                                 | 1206                   |
|        | Pedroso                        | Vila Nova de Gaia           | Porto                        | Área Metropolitana do Porto  |            |           |                   |                                                 | 1989 (24 de Agosto)    |
|        | Penacova                       | Penacova                    | Coimbra                      | Região de Coimbra            |            |           |                   |                                                 | 1192 c.                |
|        | Penalva do Castelo             | Penalva do Castelo          | Viseu                        | Viseu Dão Lafões             |            |           |                   |                                                 | 1102                   |
|        | Penamacor                      | Penamacor                   | Castelo Branco               | Beira Baixa                  | 373,33 km² | 1 577     |                   |                                                 | 1199                   |
|        | Penedono                       | Penedono                    | Viseu                        | Douro                        |            |           |                   |                                                 | 1155                   |
|        | Penela                         | Penela                      | Coimbra                      | Região de Coimbra            |            |           |                   |                                                 | 1137                   |
|        | Pêra                           | Silves                      | Faro                         | Algarve                      |            |           |                   |                                                 | 2001 (12 de julho)     |
|        | Perafita                       | Matosinhos                  | Porto                        | Área Metropolitana do Porto  |            |           |                   |                                                 | 2005 (28 de janeiro)   |
|        | Pereira                        | Montemor-o-Velho            | Coimbra                      | Região de Coimbra            |            |           |                   |                                                 | 1991 (16 de Agosto)    |
|        | Pero Pinheiro                  | Sintra                      | Lisboa                       | Área Metropolitana de Lisboa |            | 4 246     |                   |                                                 | 1989 (24 de Agosto)    |
|        | Perosinho                      | Vila Nova de Gaia           | Porto                        | Área Metropolitana do Porto  |            |           |                   |                                                 | 2001 (12 de julho)     |
|        | Pevidém                        | Guimarães                   | Braga                        | Ave                          |            | 5 625     | 1                 | São Jorge de Selho                              | 1995 (30 de Agosto)    |
|        | Pias                           | Serpa                       | Beja                         | Baixo Alentejo               |            |           |                   |                                                 | 1989 (24 de Agosto)    |
|        | Pico de Regalados              | Vila Verde                  | Braga                        | Cávado                       |            |           |                   |                                                 | 2003 (26 de Agosto)    |
|        | Pinhal Novo                    | Palmela                     | Setúbal                      | Área Metropolitana de Lisboa |            |           |                   |                                                 | 1988 (19 de abril)     |
|        | Pinhão                         | Alijó                       | Vila Real                    | Douro                        |            |           |                   |                                                 | 1991 (16 de Agosto)    |
|        | Pinheiro da Bemposta           | Oliveira de Azeméis         | Aveiro                       | Área Metropolitana do Porto  |            |           |                   |                                                 | 1995 (30 de Agosto)    |
|        | Ponta do Sol                   | Ponta do Sol                | Madeira (Ilha da Madeira)    | Madeira                      |            |           |                   |                                                 | 1425                   |
|        | Ponte                          | Guimarães                   | Braga                        | Ave                          |            |           |                   |                                                 | 1995 (30 de Agosto)    |
|        | Ponte da Barca                 | Ponte da Barca              | Viana do Castelo             | Alto Minho                   |            |           |                   |                                                 | 1125                   |
|        | Ponte de Lima                  | Ponte de Lima               | Viana do Castelo             | Alto Minho                   |            |           |                   |                                                 | 1125 (4 de março)      |
|        | Pontével                       | Cartaxo                     | Santarém                     | Lezíria do Tejo              |            | 4 614     |                   |                                                 | 1991 (16 de Agosto)    |
|        | Pontinha                       | Odivelas                    | Lisboa                       | Área Metropolitana de Lisboa |            | 23 041    |                   |                                                 | 1991 (16 de Agosto)    |
|        | Porches                        | Lagoa                       | Faro                         | Algarve                      |            | 2 011     |                   |                                                 | 2001 (12 de julho)     |
|        | Portel                         | Portel                      | Évora                        | Alentejo Central             |            | 2 661     |                   |                                                 | 1262                   |
|        | Porto da Cruz                  | Machico                     | Madeira (Ilha da Madeira)    | Madeira                      |            | 2 597     |                   |                                                 | 1996 (2 de Agosto)     |
|        | Porto de Mós                   | Porto de Mós                | Leiria                       | Região de Leiria             |            | 6 023     |                   |                                                 | 1305                   |
|        | Porto Judeu                    | Angra do Heroísmo           | Açores (Ilha Terceira)       | Açores                       |            | 2 501     | 1                 | Porto Judeu                                     | 2016 (1 de julho)      |
|        | Porto Moniz                    | Porto Moniz                 | Madeira (Ilha da Madeira)    | Madeira                      |            | 2 711     |                   |                                                 | 1835 (31 de outubro)   |
|        | Porto Salvo                    | Oeiras                      | Lisboa                       | Área Metropolitana de Lisboa |            | 15 157    |                   |                                                 | 2001 (12 de julho)     |
|        | Póvoa de Lanhoso               | Póvoa de Lanhoso            | Braga                        | Ave                          |            | 5 052     |                   |                                                 | 1292                   |
|        | Póvoa de Santo Adrião          | Odivelas                    | Lisboa                       | Área Metropolitana de Lisboa |            | 13 061    |                   |                                                 | 1986 (23 de Agosto)    |
|        | Povoação                       | Povoação                    | Açores (Ilha de São Miguel)  | Açores                       |            | 2 161     |                   |                                                 | 1839 c.                |
|        | Praia de Mira                  | Mira                        | Coimbra                      | Região de Coimbra            |            |           |                   |                                                 | 1995 (30 de Agosto)    |
|        | Prior Velho                    | Loures                      | Lisboa                       | Área Metropolitana de Lisboa |            | 7 136     |                   |                                                 | 2009 (3 de Agosto)     |
|        | Proença-a-Nova                 | Proença-a-Nova              | Castelo Branco               | Beira Baixa                  | 143,80 km² | 4 295     |                   |                                                 | 1242                   |
|        | Queijas                        | Oeiras                      | Lisboa                       | Área Metropolitana de Lisboa |            | 10 377    |                   |                                                 | 2001 (12 de julho)     |
|        | Quinta do Conde                | Sesimbra                    | Setúbal                      | Área Metropolitana de Lisboa |            | 25 606    |                   |                                                 | 1995 (30 de Agosto)    |
|        | Rabo de Peixe                  | Ribeira Grande              | Açores (Ilha de São Miguel   | Açores                       |            | 8 866     |                   |                                                 | 2004 (4 de maio)       |
|        | Raiva                          | Castelo de Paiva            | Aveiro                       | Tâmega e Sousa               |            | 2 312     |                   |                                                 | 2003 (26 de Agosto)    |
|        | Ramada                         | Odivelas                    | Lisboa                       | Área Metropolitana de Lisboa |            | 19 657    |                   |                                                 | 2001 (12 de julho)     |
|        | Rebordões                      | Santo Tirso                 | Porto                        | Área Metropolitana do Porto  |            | 3 416     |                   |                                                 | 1997 (24 de julho)     |
|        | Recarei                        | Paredes                     | Porto                        | Área Metropolitana do Porto  |            | 4 631     |                   |                                                 | 2003 (26 de Agosto)    |
|        | Redondo                        | Redondo                     | Évora                        | Alentejo Central             |            | 5 733     |                   |                                                 | 1318                   |
|        | Resende                        | Resende                     | Viseu                        | Tâmega e Sousa               |            | 3 166     |                   |                                                 | 1514                   |
|        | Riachos                        | Torres Novas                | Santarém                     | Médio Tejo                   |            | 5 247     |                   |                                                 | 1984 (28 de junho)     |
|        | Riba de Ave                    | Vila Nova de Famalicão      | Braga                        | Ave                          |            | 3 425     |                   |                                                 | 1988 (1 de fevereiro)  |
|        | Ribamar                        | Lourinhã                    | Lisboa                       | Oeste                        |            | 2 141     |                   |                                                 | 1997 (12 de julho)     |
|        | Ribeira Brava                  | Ribeira Brava               | Madeira (Ilha da Madeira)    | Madeira                      |            | 6 588     |                   |                                                 | 1914 (6 de maio)       |
|        | Ribeira de Pena                | Ribeira de Pena             | Vila Real                    | Alto Tâmega                  |            |           |                   |                                                 | 1331                   |
|        | Ribeirão                       | Vila Nova de Famalicão      | Braga                        | Ave                          |            | 8 828     |                   |                                                 | 1986 (23 de Agosto)    |
|        | Rio de Moinhos                 | Penafiel                    | Porto                        | Tâmega e Sousa               |            | 2 886     |                   |                                                 | 1991 (16 de Agosto)    |
|        | Rio de Mouro                   | Sintra                      | Lisboa                       | Área Metropolitana de Lisboa |            | 47 311    |                   |                                                 | 1993 (2 de julho)      |
|        | Rio Meão                       | Santa Maria da Feira        | Aveiro                       | Área Metropolitana do Porto  |            | 4 931     |                   |                                                 | 1993 (2 de julho)      |
|        | Ronfe                          | Guimarães                   | Braga                        | Ave                          |            | 4 462     |                   |                                                 | 1999 (30 de junho)     |
|        | Roriz                          | Santo Tirso                 | Porto                        | Área Metropolitana do Porto  |            |           |                   |                                                 | 2011 (17 de junho)     |
|        | Rossas                         | Vieira do Minho             | Braga                        | Ave                          |            |           |                   |                                                 | 2001 (12 de julho)     |
|        | Sabrosa                        | Sabrosa                     | Vila Real                    | Douro                        |            |           |                   |                                                 | 1836                   |
|        | Salir                          | Loulé                       | Faro                         | Algarve                      |            |           |                   |                                                 | 1993 (2 de julho)      |
|        | Salir de Matos                 | Caldas da Rainha            | Leiria                       | Leiria                       |            |           |                   |                                                 | 2024 (4 de outubro)    |
|        | Salir do Porto                 | Caldas da Rainha            | Leiria                       | Leiria                       |            |           |                   |                                                 | 2024 (4 de outubro)    |
|        | Salreu                         | Estarreja                   | Aveiro                       | Região de Aveiro             |            |           |                   |                                                 | 2005 (28 de janeiro)   |
|        | Salto                          | Montalegre                  | Vila Real                    | Alto Tâmega                  |            |           |                   |                                                 | 1995 (30 de Agosto)    |
|        | Salvaterra de Magos            | Salvaterra de Magos         | Santarém                     | Lezíria do Tejo              |            |           |                   |                                                 | 1295                   |
|        | Salzedas                       | Tarouca                     | Viseu                        | Douro                        |            |           |                   |                                                 | 1995 (30 de Agosto)    |
|        | Samouco                        | Alcochete                   | Setúbal                      | Área Metropolitana de Lisboa |            |           |                   |                                                 | 2005 (28 de janeiro)   |
|        | Sandim                         | Vila Nova de Gaia           | Porto                        | Área Metropolitana do Porto  |            |           |                   |                                                 | 2001 (20 de julho)     |
|        | Sanfins do Douro               | Alijó                       | Vila Real                    | Douro                        |            |           |                   |                                                 | 1991 (16 de Agosto)    |
|        | Sangalhos                      | Anadia                      | Aveiro                       | Região de Aveiro             |            |           |                   |                                                 | 1985 (25 de Setembro)  |
|        | Santa Catarina                 | Caldas da Rainha            | Leiria                       | Oeste                        |            |           |                   |                                                 | 1991 (16 de Agosto)    |
|        | Santa Catarina da Serra        | Leiria                      | Leiria                       | Região de Leiria             |            |           |                   |                                                 | 2001 (12 de julho)     |
|        | Santa Cruz da Graciosa         | Santa Cruz da Graciosa      | Açores (Ilha Graciosa)       | Açores                       |            |           |                   |                                                 | 1546                   |
|        | Santa Cruz da Trapa            | São Pedro do Sul            | Viseu                        | Viseu Dão Lafões             |            |           |                   |                                                 | 2001 (12 de julho)     |
|        | Santa Cruz das Flores          | Santa Cruz das Flores       | Açores (Ilha das Flores)     | Açores                       |            |           |                   |                                                 | 1548                   |
|        | Santa Eulália                  | Vizela                      | Braga                        | Ave                          |            |           |                   |                                                 | 2011 (22 de junho)     |
|        | Santa Iria de Azoia            | Loures                      | Lisboa                       | Área Metropolitana de Lisboa |            |           |                   |                                                 | 1988 (1 de fevereiro)  |
|        | Santa Luzia                    | Tavira                      | Faro                         | Algarve                      |            |           |                   |                                                 | 1999 (30 de junho)     |
|        | Santa Maria de Lamas           | Santa Maria da Feira        | Aveiro                       | Área Metropolitana do Porto  |            |           |                   |                                                 | 1985 (25 de Setembro)  |
|        | Santa Maria de Sardoura        | Castelo de Paiva            | Aveiro                       | Tâmega e Sousa               |            |           |                   |                                                 | 2003 (26 de Agosto)    |
|        | Santa Marinha                  | Seia                        | Guarda                       | Beiras e Serra da Estrela    |            | 991       |                   |                                                 | 1999 (30 de junho)     |
|        | Santa Marinha do Zêzere        | Baião                       | Porto                        | Tâmega e Sousa               |            |           |                   |                                                 | 1991 (16 de Agosto)    |
|        | Santa Marta de Penaguião       | Santa Marta de Penaguião    | Vila Real                    | Douro                        |            |           |                   |                                                 | 1202                   |
|        | Santar                         | Nelas                       | Viseu                        | Viseu Dão Lafões             |            |           |                   |                                                 | 1928 (23 de março)     |
|        | Santo André                    | Barreiro                    | Setúbal                      | Área Metropolitana de Lisboa |            |           |                   |                                                 | 1995 (30 de Agosto)    |
|        | Santo António dos Cavaleiros   | Loures                      | Lisboa                       | Área Metropolitana de Lisboa |            |           |                   |                                                 | 1991 (16 de Agosto)    |
|        | Santo Estêvão                  | Chaves                      | Vila Real                    | Alto Tâmega                  |            |           |                   |                                                 | 2005 (28 de janeiro)   |
|        | São Bartolomeu de Messines     | Silves                      | Faro                         | Algarve                      |            |           |                   |                                                 | 1973 (7 de março)      |
|        | São Brás de Alportel           | São Brás de Alportel        | Faro                         | Algarve                      | 153,37 km² | 10 662    |                   |                                                 | 1914 (1 de junho)      |
|        | São Cosmado                    | Armamar                     | Viseu                        | Douro                        |            |           |                   |                                                 | 1999 (30 de junho)     |
|        | São Félix da Marinha           | Vila Nova de Gaia           | Porto                        | Área Metropolitana do Porto  |            |           |                   |                                                 | 2001 (12 de julho)     |
|        | São João da Pesqueira          | São João da Pesqueira       | Viseu                        | Douro                        |            |           |                   |                                                 | 1055                   |
|        | São João da Talha              | Loures                      | Lisboa                       | Área Metropolitana de Lisboa |            |           |                   |                                                 | 2003 (26 de Agosto)    |
|        | São João de Areias             | Santa Comba Dão             | Viseu                        | Viseu Dão Lafões             |            |           |                   |                                                 | 1997 (12 de julho)     |
|        | São João de Ovar               | Ovar                        | Aveiro                       | Região de Aveiro             |            |           |                   |                                                 | 1997 (12 de julho)     |
|        | São João de Tarouca            | Tarouca                     | Viseu                        | Douro                        |            |           |                   |                                                 | 1995 (30 de Agosto)    |
|        | São João de Ver                | Santa Maria da Feira        | Aveiro                       | Área Metropolitana do Porto  | 16,31 km²  | 10 579    | 1                 | São João de Ver                                 | 1989 (24 de Agosto)    |
|        | São João do Campo              | Coimbra                     | Coimbra                      | Região de Coimbra            |            |           |                   |                                                 | 1989 (24 de Agosto)    |
|        | São João do Monte              | Tondela                     | Viseu                        | Viseu Dão Lafões             |            |           |                   |                                                 | 1997 (12 de julho)     |
|        | São Mamede                     | Batalha                     | Leiria                       | Região de Leiria             |            |           |                   |                                                 | 2003 (26 de Agosto)    |
|        | São Manços                     | Évora                       | Évora                        | Alentejo Central             |            |           |                   |                                                 | 1923 (29 de dezembro)  |
|        | São Martinho de Anta           | Sabrosa                     | Vila Real                    | Douro                        |            |           |                   |                                                 | 1999 (30 de junho)     |
|        | São Martinho de Mouros         | Resende                     | Viseu                        | Tâmega e Sousa               |            |           |                   |                                                 | 1997 (12 de julho)     |
|        | São Martinho do Campo          | Santo Tirso                 | Porto                        | Área Metropolitana do Porto  |            |           |                   |                                                 | 1997 (24 de julho)     |
|        | São Martinho do Porto          | Alcobaça                    | Leiria                       | Oeste                        |            |           |                   |                                                 | 1990 (9 de Agosto)     |
|        | São Miguel de Machede          | Évora                       | Évora                        | Alentejo Central             |            |           |                   |                                                 | 1923 (29 de dezembro)  |
|        | São Miguel de Souto            | Santa Maria da Feira        | Aveiro                       | Área Metropolitana do Porto  |            |           |                   |                                                 | 1993 (2 de julho)      |
|        | São Paio de Oleiros            | Santa Maria da Feira        | Aveiro                       | Área Metropolitana do Porto  |            |           |                   |                                                 | 1991 (16 de Agosto)    |
|        | São Pedro                      | Figueira da Foz             | Coimbra                      | Região de Coimbra            |            |           |                   |                                                 | 2009 (5 de Agosto)     |
|        | São Pedro da Cova              | Gondomar                    | Porto                        | Área Metropolitana do Porto  |            |           |                   |                                                 | 1989 (24 de Agosto)    |
|        | São Pedro de Alva              | Penacova                    | Coimbra                      | Região de Coimbra            | 28,37 km²  | 1 607     |                   |                                                 | 1991 (16 de Agosto)    |
|        | São Pedro de Castelões         | Vale de Cambra              | Aveiro                       | Área Metropolitana do Porto  |            |           |                   |                                                 | 1993 (2 de julho)      |
|        | São Pedro de Rates             | Póvoa de Varzim             | Porto                        | Área Metropolitana do Porto  |            |           |                   |                                                 | 1993 (2 de julho)      |
|        | São Romão                      | Seia                        | Guarda                       | Beiras e Serra da Estrela    |            | 2 743     |                   |                                                 | 1988 (1 de fevereiro)  |
|        | São Romão de Arões             | Fafe                        | Braga                        | Ave                          | 6,37 km²   | 3 295     | 1                 | São Romão de Arões                              | 2009 (3 de Agosto)     |
|        | São Roque do Pico              | São Roque do Pico           | Açores (Ilha do Pico)        | Açores                       |            |           |                   |                                                 | 1542                   |
|        | São Teotónio                   | Odemira                     | Beja                         | Alentejo Litoral             |            |           |                   |                                                 | 1988 (19 de abril)     |
|        | São Tomé de Negrelos           | Santo Tirso                 | Porto                        | Área Metropolitana do Porto  |            |           |                   |                                                 | 1993 (2 de julho)      |
|        | São Torcato                    | Guimarães                   | Braga                        | Ave                          |            |           |                   |                                                 | 1995 (30 de Agosto)    |
|        | São Vicente                    | São Vicente                 | Madeira (Ilha da Madeira)    | Madeira                      |            |           |                   |                                                 | 1744 (25 de Agosto)    |
|        | Sardoal                        | Sardoal                     | Santarém                     | Médio Tejo                   |            |           |                   |                                                 | 1532                   |
|        | Sátão                          | Sátão                       | Viseu                        | Viseu Dão Lafões             |            |           |                   |                                                 | 1111                   |
|        | Seixo da Beira                 | Oliveira do Hospital        | Coimbra                      | Região de Coimbra            |            |           |                   |                                                 | 1928 (10 de fevereiro) |
|        | Sendim                         | Miranda do Douro            | Bragança                     | Terras de Trás-os-Montes     |            |           |                   |                                                 | 1990 (9 de Agosto)     |
|        | Sendim                         | Tabuaço                     | Viseu                        | Douro                        |            |           |                   |                                                 | 2001 (12 de julho)     |
|        | Senhora Aparecida              | Lousada                     | Porto                        | Tâmega e Sousa               |            |           | 2                 | Torno e Vilar do Torno e Alentém                | 2009 (3 de Agosto)     |
|        | Sernancelhe                    | Sernancelhe                 | Viseu                        | Douro                        |            |           |                   |                                                 | 1124                   |
|        | Serra d'El-Rei                 | Peniche                     | Leiria                       | Oeste                        |            |           |                   |                                                 | 2003 (26 de Agosto)    |
|        | Sertã                          | Sertã                       | Castelo Branco               | Médio Tejo                   | 81,71 km²  | 12 100    | 10                |                                                 | 1455                   |
|        | Serzedelo                      | Guimarães                   | Braga                        | Ave                          |            |           |                   |                                                 | 1995 (30 de Agosto)    |
|        | Serzedo                        | Vila Nova de Gaia           | Porto                        | Área Metropolitana do Porto  |            |           |                   |                                                 | 2001 (12 de julho)     |
|        | Sesimbra                       | Sesimbra                    | Setúbal                      | Área Metropolitana de Lisboa |            |           | 2                 | Castelo e Santiago                              | 1201                   |
|        | Sever do Vouga                 | Sever do Vouga              | Aveiro                       | Região de Aveiro             |            |           |                   |                                                 | 1514                   |
|        | Silgueiros                     | Viseu                       | Viseu                        | Viseu Dão Lafões             |            |           |                   |                                                 | 1997 (24 de julho)     |
|        | Silvalde                       | Espinho                     | Aveiro                       | Área Metropolitana do Porto  |            |           |                   |                                                 | 2003 (26 de Agosto)    |
|        | Silvares                       | Fundão                      | Castelo Branco               | Beiras e Serra da Estrela    | 20,25 km²  | 968       |                   |                                                 | 1995 (30 de Agosto)    |
|        | Sintra                         | Sintra                      | Lisboa                       | Área Metropolitana de Lisboa |            | 29 591    |                   |                                                 | 1154                   |
|        | Soajo                          | Arcos de Valdevez           | Viana do Castelo             | Alto Minho                   |            |           |                   |                                                 | 2009 (5 de Agosto)     |
|        | Soalheira                      | Fundão                      | Castelo Branco               | Beiras e Serra da Estrela    | 12,42 km²  | 891       |                   |                                                 | 1997 (12 de julho)     |
|        | Sobrado                        | Valongo                     | Porto                        | Área Metropolitana do Porto  |            |           |                   |                                                 | 2001 (12 de julho)     |
|        | Sobral de Monte Agraço         | Sobral de Monte Agraço      | Lisboa                       | Oeste                        |            |           |                   |                                                 | 1519                   |
|        | Sobralinho                     | Vila Franca de Xira         | Lisboa                       | Área Metropolitana de Lisboa |            |           |                   |                                                 | 1997 (12 de julho)     |
|        | Sobreda                        | Almada                      | Setúbal                      | Área Metropolitana de Lisboa |            |           | 1                 | Sobreda                                         | 1993 (2 de julho)      |
|        | Sobreira                       | Paredes                     | Porto                        | Área Metropolitana do Porto  |            |           |                   |                                                 | 2003 (26 de Agosto)    |
|        | Sobrosa                        | Paredes                     | Porto                        | Área Metropolitana do Porto  | 4,87 km²   | 2 641     | 1                 | Sobrosa                                         | 2011 (17 de junho)     |
|        | Sosa                           | Vagos                       | Aveiro                       | Região de Aveiro             |            |           |                   |                                                 | 2009 (3 de Agosto)     |
|        | Soure                          | Soure                       | Coimbra                      | Região de Coimbra            |            |           |                   |                                                 | 1111                   |
|        | Sousel                         | Sousel                      | Portalegre                   | Alto Alentejo                |            |           |                   |                                                 | 1527                   |
|        | Souselas                       | Coimbra                     | Coimbra                      | Região de Coimbra            |            |           |                   |                                                 | 1997 (12 de julho)     |
|        | Souselo                        | Cinfães                     | Viseu                        | Tâmega e Sousa               |            |           |                   | Souselo                                         | 1997 (12 de julho)     |
|        | Souto                          | Sabugal                     | Guarda                       | Beiras e Serra da Estrela    |            | 1 224     |                   |                                                 | 1999 (30 de junho)     |
|        | Tábua                          | Tábua                       | Coimbra                      | Região de Coimbra            |            |           |                   |                                                 | 1514                   |
|        | Tabuaço                        | Tabuaço                     | Viseu                        | Douro                        |            |           |                   |                                                 | 1300 (sec. XIV)        |
|        | Tavarede                       | Figueira da Foz             | Coimbra                      | Região de Coimbra            |            |           |                   |                                                 | 2009 (6 de Agosto)     |
|        | Taveiro                        | Coimbra                     | Coimbra                      | Região de Coimbra            |            |           |                   |                                                 | 2005 (28 de janeiro)   |
|        | Teixoso                        | Covilhã                     | Castelo Branco               | Beiras e Serra da Estrela    | 35,63 km²  | 4 360     |                   |                                                 | 1928 (8 de março)      |
|        | Tentúgal                       | Montemor-o-Velho            | Coimbra                      | Região de Coimbra            |            |           |                   |                                                 | 1991 (16 de Agosto)    |
|        | Termas do Gerês                | Terras de Bouro             | Braga                        | Cávado                       |            |           | 1                 | Vilar da Veiga                                  | 1991 (16 de Agosto)    |
|        | Vila de Terras de Bouro        | Terras de Bouro             | Braga                        | Cávado                       |            |           |                   |                                                 | 1514                   |
|        | Terrugem                       | Sintra                      | Lisboa                       | Área Metropolitana de Lisboa |            | 5 113     | 1                 | Terrugem                                        | 2011 (17 de junho)     |
|        | Tocha                          | Cantanhede                  | Coimbra                      | Região de Coimbra            |            |           |                   |                                                 | 1985 (25 de Setembro)  |
|        | Torrão                         | Alcácer do Sal              | Setúbal                      | Alentejo Litoral             |            |           |                   |                                                 | 1512                   |
|        | Torre de Dona Chama            | Mirandela                   | Bragança                     | Terras de Trás-os-Montes     |            |           |                   |                                                 | 1989 (24 de Agosto)    |
|        | Torre de Moncorvo              | Torre de Moncorvo           | Bragança                     | Douro                        |            |           |                   |                                                 | 1225                   |
|        | Torredeita                     | Viseu                       | Viseu                        | Viseu Dão Lafões             |            |           |                   |                                                 | 1999 (30 de junho)     |
|        | Torreira                       | Murtosa                     | Aveiro                       | Região de Aveiro             |            |           |                   |                                                 | 1997 (12 de julho)     |
|        | Tortosendo                     | Covilhã                     | Castelo Branco               | Beiras e Serra da Estrela    | 17,75 km²  | 5 624     |                   |                                                 | 1927 (11 de Agosto)    |
|        | Trafaria                       | Almada                      | Setúbal                      | Área Metropolitana de Lisboa | 5,73 km²   | 5 696     | 1                 | Trafaria                                        | 1985 (26 de Setembro)  |
|        | Tramagal                       | Abrantes                    | Santarém                     | Médio Tejo                   | 24,10 km²  | 3 500     |                   |                                                 | 1986 (23 de Agosto)    |
|        | Tremês                         | Santarém                    | Santarém                     | Lezíria do Tejo              |            |           |                   |                                                 | 2005 (28 de janeiro)   |
|        | Trevões                        | São João da Pesqueira       | Viseu                        | Douro                        | 21,55 km²  | 540       | 1                 | Trevões                                         | 1995 (30 de Agosto)    |
|        | Troviscal                      | Oliveira do Bairro          | Aveiro                       | Região de Aveiro             |            |           |                   |                                                 | 2003 (26 de Agosto)    |
|        | Turcifal                       | Torres Vedras               | Lisboa                       | Oeste                        |            |           |                   |                                                 | 1997 (12 de julho)     |
|        | Turquel                        | Alcobaça                    | Leiria                       | Oeste                        |            |           |                   |                                                 | 1997 (12 de julho)     |
|        | Unhais da Serra                | Covilhã                     | Castelo Branco               | Beiras e Serra da Estrela    | 29,93 km²  | 1 398     |                   |                                                 | 1985 (25 de Setembro)  |
|        | Vagos                          | Vagos                       | Aveiro                       | Região de Aveiro             |            |           |                   |                                                 | 1514                   |
|        | Valadares                      | Vila Nova de Gaia           | Porto                        | Área Metropolitana do Porto  |            |           |                   |                                                 | 1988 (1 de fevereiro)  |
|        | Valado dos Frades              | Nazaré                      | Leiria                       | Oeste                        |            |           |                   |                                                 | 1991 (16 de Agosto)    |
|        | Valdigem                       | Lamego                      | Viseu                        | Douro                        |            |           |                   |                                                 | 2003 (26 de Agosto)    |
|        | Vale de Santarém               | Santarém                    | Santarém                     | Lezíria do Tejo              |            |           |                   |                                                 | 1995 (30 de Agosto)    |
|        | Válega                         | Ovar                        | Aveiro                       | Região de Aveiro             |            |           |                   |                                                 | 1985 (25 de Setembro)  |
|        | Valongo do Vouga               | Águeda                      | Aveiro                       | Região de Aveiro             |            |           |                   |                                                 | 2009 (6 de Agosto)     |
|        | Velas                          | Velas                       | Açores (Ilha de São Jorge)   | Açores                       |            |           |                   |                                                 | 1500                   |
|        | Verride                        | Montemor-o-Velho            | Coimbra                      | Região de Coimbra            |            |           |                   |                                                 | 1844                   |
|        | Vialonga                       | Vila Franca de Xira         | Lisboa                       | Área Metropolitana de Lisboa |            |           |                   |                                                 | 1985 (24 de Setembro)  |
|        | Viana do Alentejo              | Viana do Alentejo           | Évora                        | Alentejo Central             |            |           |                   |                                                 | 1313                   |
|        | Vidago                         | Chaves                      | Vila Real                    | Alto Tâmega                  |            |           |                   |                                                 | 1925 (20 de julho)     |
|        | Vidigueira                     | Vidigueira                  | Beja                         | Baixo Alentejo               |            |           |                   |                                                 | 1514                   |
|        | Vieira de Leiria               | Marinha Grande              | Leiria                       | Região de Leiria             |            | 5 845     |                   |                                                 | 1985 (25 de Setembro)  |
|        | Vieira do Minho                | Vieira do Minho             | Braga                        | Ave                          |            | 7 047     |                   |                                                 | 1514                   |
|        | Vila Chã de Ourique            | Cartaxo                     | Santarém                     | Lezíria do Tejo              |            |           |                   |                                                 | 1997 (24 de julho)     |
|        | Vila Chã de São Roque          | Oliveira de Azeméis         | Aveiro                       | Área Metropolitana do Porto  |            |           |                   |                                                 | 1989 (24 de Agosto)    |
|        | Vila Cova à Coelheira          | Vila Nova de Paiva          | Viseu                        | Viseu Dão Lafões             |            |           |                   |                                                 | 1993 (2 de julho)      |
|        | Vila da Marmeleira             | Rio Maior                   | Santarém                     | Lezíria do Tejo              |            |           |                   |                                                 | 1927 (25 de abril)     |
|        | Vila da Praia                  | Santa Cruz da Graciosa      | Açores (Ilha Graciosa)       | Açores                       |            |           |                   |                                                 | 2003 (24 de junho)     |
|        | Vila de Cucujães               | Oliveira de Azeméis         | Aveiro                       | Área Metropolitana do Porto  |            |           |                   |                                                 | 1927 (28 de maio)      |
|        | Vila de Alpendorada            | Marco de Canaveses          | Porto                        | Tâmega e Sousa               |            |           |                   |                                                 | 1991 (16 de Agosto)    |
|        | Vila de Prado                  | Vila Verde                  | Braga                        | Cávado                       |            |           |                   |                                                 | 1991 (16 de Agosto)    |
|        | Vila de Rei                    | Vila de Rei                 | Castelo Branco               | Médio Tejo                   | 142,00 km² | 2 610     |                   |                                                 | 1285                   |
|        | Vila de Sagres                 | Vila do Bispo               | Faro                         | Algarve                      |            |           |                   |                                                 | 1988 (19 de abril)     |
|        | Vila de São Sebastião          | Angra do Heroísmo           | Açores (Ilha Terceira)       | Açores                       | 24,36 km²  | 1 984     | 1                 | Vila de São Sebastião                           | 2003 (24 de junho)     |
|        | Vila do Bispo                  | Vila do Bispo               | Faro                         | Algarve                      |            |           |                   |                                                 | 1662                   |
|        | Vila do Carvalho               | Covilhã                     | Castelo Branco               | Beiras e Serra da Estrela    | 9,93 km²   | 1 741     |                   |                                                 | 1989 (24 de Agosto)    |
|        | Vila do Coronado               | Trofa                       | Porto                        | Área Metropolitana do Porto  |            |           | 2                 | São Mamede do Coronado e São Romão do Coronado  | 1997 (24 de julho)     |
|        | Vila do Porto                  | Vila do Porto               | Açores (Ilha de Santa Maria) | Açores                       |            |           |                   |                                                 | 1470                   |
|        | Vila do Topo                   | Calheta                     | Açores (Ilha de São Jorge)   | Açores                       |            |           | 1                 | Topo (Nossa Senhora do Rosário)                 | 2003 (24 de junho)     |
|        | Vila Flor                      | Vila Flor                   | Bragança                     | Terras de Trás-os-Montes     |            |           |                   |                                                 | 1286                   |
|        | Vila Franca das Naves          | Trancoso                    | Guarda                       | Beiras e Serra da Estrela    |            | 965       |                   |                                                 | 2005 (28 de janeiro)   |
|        | Vila Franca do Campo           | Vila Franca do Campo        | Açores (Ilha de São Miguel)  | Açores                       |            |           |                   |                                                 | 1472                   |
|        | Vila Meã                       | Amarante                    | Porto                        | Tâmega e Sousa               |            |           |                   |                                                 | 1988 (1 de fevereiro)  |
|        | Vila Nova da Barquinha         | Vila Nova da Barquinha      | Santarém                     | Médio Tejo                   |            | 3 680     |                   |                                                 | 1836                   |
|        | Vila Nova da Rainha            | Azambuja                    | Lisboa                       | Lezíria do Tejo              |            |           |                   |                                                 | 2001 (12 de julho)     |
|        | Vila Nova de Anha              | Viana do Castelo            | Viana do Castelo             | Alto Minho                   |            |           |                   |                                                 | 1985 (25 de Setembro)  |
|        | Vila Nova de Cacela            | Vila Real de Santo António  | Faro                         | Algarve                      |            | 3 902     |                   |                                                 | 1927 (6 de janeiro)    |
|        | Vila Nova de Cerveira          | Vila Nova de Cerveira       | Viana do Castelo             | Alto Minho                   |            | 1 875     |                   |                                                 | 1321                   |
|        | Vila Nova de Milfontes         | Odemira                     | Beja                         | Alentejo Litoral             | 75,88 km²  | 5 001     |                   |                                                 | 1988 (19 de abril)     |
|        | Vila Nova de Oliveirinha       | Tábua                       | Coimbra                      | Região de Coimbra            |            |           |                   |                                                 | 1906                   |
|        | Vila Nova de Paiva             | Vila Nova de Paiva          | Viseu                        | Viseu Dão Lafões             |            |           |                   |                                                 | 1514                   |
|        | Vila Nova de Poiares           | Vila Nova de Poiares        | Coimbra                      | Região de Coimbra            |            | 4 306     |                   |                                                 | 1836                   |
|        | Vila Nova de São Bento         | Serpa                       | Beja                         | Baixo Alentejo               |            | 3 072     |                   |                                                 | 1988 (19 de abril)     |
|        | Vila Nova de Tazem             | Gouveia                     | Guarda                       | Beiras e Serra da Estrela    |            | 1 708     |                   |                                                 | 1988 (1 de fevereiro)  |
|        | Vila Pouca de Aguiar           | Vila Pouca de Aguiar        | Vila Real                    | Alto Tâmega                  |            | 3 303     |                   |                                                 | 1206                   |
|        | Vila Praia de Âncora           | Caminha                     | Viana do Castelo             | Alto Minho                   |            | 4 820     |                   |                                                 | 1924 (8 de julho)      |
|        | Vila Velha de Ródão            | Vila Velha de Ródão         | Castelo Branco               | Beira Baixa                  | 90,41 km²  | 1 766     |                   |                                                 | 1296                   |
|        | Vila Verde                     | Vila Verde                  | Braga                        | Cávado                       |            | 6 742     |                   |                                                 | 1855                   |
|        | Vila Viçosa                    | Vila Viçosa                 | Évora                        | Alentejo Central             |            | 5 023     | 2                 | Conceição e São Bartolomeu                      | 1270                   |
|        | Vilar de Maçada                | Alijó                       | Vila Real                    | Douro                        |            |           |                   |                                                 | 1993 (2 de julho)      |
|        | Vilar dos Prazeres             | Ourém                       | Santarám                     | Médio Tejo                   |            |           | 1                 | Nossa Senhora das Misericórdias                 | 2005 (28 de janeiro)   |
|        | Vilar Formoso                  | Almeida                     | Guarda                       | Beiras e Serra da Estrela    |            | 2 219     |                   |                                                 | 1988 (1 de fevereiro)  |
|        | Vilarandelo                    | Valpaços                    | Vila Real                    | Alto Tâmega                  |            | 984       |                   |                                                 | 2001 (12 de julho)     |
|        | Vilarinho                      | Santo Tirso                 | Porto                        | Área Metropolitana do Porto  |            | 3 788     |                   |                                                 | 2009 (3 de Agosto)     |
|        | Vilela                         | Paredes                     | Porto                        | Área Metropolitana do Porto  |            | 5 160     |                   |                                                 | 2003 (26 de Agosto)    |
|        | Vimioso                        | Vimioso                     | Bragança                     | Terras de Trás-os-Montes     |            | 1 285     |                   |                                                 | 1516                   |
|        | Vinhais                        | Vinhais                     | Bragança                     | Terras de Trás-os-Montes     |            | 2 245     |                   |                                                 | 1253                   |
|        | Vouzela                        | Vouzela                     | Viseu                        | Viseu Dão Lafões             |            | 1 350     |                   |                                                 | 1836                   |
|        | Zebreira                       | Idanha-a-Nova               | Castelo Branco               | Beira Baixa                  | 103,56 km² | 873       |                   |                                                 | 1924 (29 de dezembro)  |